# Rąblów
Rąblów is een plaats in het Poolse district  Puławski, woiwodschap Lublin. De plaats maakt deel uit van de gemeente Wąwolnica en telt 340 inwoners.